# 地域国家
地域国家（ちいきこっか、Region-state）とは、21世紀のボーダレス世界、グローバル経済の中で繁栄していくのに適切な規模を持った「経済繁栄の自然な単位」のことを指す。あるいは、その経済繁栄の自然な単位を成す「地域」や、「国家」、または「メガロポリス（巨帯都市）」のことを指す。

## 概念
地域国家は道州制(regional system)や連邦国家(United States // federal state // federated nations)制を採用している国の一地域（人口500万人 - 2000万人の経済の中心地とその周辺地域）に比較的見られやすい。そのように、国の一地域の場合もあれば、政治的な境界（国境）にとらわれることなく、実態として国境をまたいで、地域国家としての境界・関係が形成されている場合もある。つまり、地域国家の境界線は、実線（―）ではなく点線（…）で、生き物の如く頻繁に揺れ動き変動している。
実例を挙げると、
- 国自体が地域国家 - シンガポール、アイルランドなど
- 国の一部分が地域国家 - マレーシアのマルチメディア・スーパーコリドー、中国の大連を中心とする遼東半島地域など
- 2国間以上が地域国家 - シアトル（米国）とバンクーバー（カナダ）など。

地域国家は都市国家と国民国家の中間に位置する国家形態、国家実態と言える。
この「地域国家」という用語は大前研一によって発見・観測された現象で、大前の著作で1995年に発刊された "The End of the Nation-State"（邦題『地域国家論』）によって初めて発表・提唱された新しい概念・仮説で、まだ、広く一般に普及し使用されている用語ではない。

## 地域国家における政治・経済
地域国家においては政治的に高度の自治権（立法権と徴税権）を持ち地域国家住民の自治意識は高い。また、サイバーインフラが高度に発達しサイバーノウハウの人的水準・蓄積レベルが高く、そのため、地域国家の版図はサイバースペースにまで拡張・拡大している。このような開放経済という環境を整えた「地域国家」には世界中から人、カネ、企業、情報が押し寄せて来るため、たとえて言うならば「世界を呼び込んで」繁栄することができる。
このため、地域国家とは「繁栄を世界から呼び込む単位」そのものとも言える。